# Kinderstemrecht
Het kinderstemrecht is een door sommigen gewenste voorziening binnen het algemeen stemrecht waarbij elk kind vanaf zijn of haar geboorte ook politiek stemrecht heeft.
In de regel is er een kiesleeftijd die varieert van 16 tot 21 jaar wereldwijd. In Europa is het voor zestien- en zeventienjarigen alleen in Oostenrijk mogelijk om te gaan stemmen. In landen als Duitsland en Zwitserland gaan stemmen op om deze uitbreiding van het algemeen stemrecht door te voeren. In totaal zijn er vijf landen op de wereld waar het voor kinderen mogelijk is te stemmen. Naast Oostenrijk zijn dat: Brazilië, Cuba, Nicaragua en Iran.
Een variant op kinderstemrecht is familiestemrecht.